# Gabe DeVoe
Gabe DeVoe (ur. 16 grudnia 1995) – amerykański koszykarz występujący na pozycji rzucającego obrońcy, aktualnie zawodnik Polskiego Cukru Start Lublin.
W 2014 został zaliczony do I składu Parade All-American, jako zawodnik ostatniej klasy liceum. Został też wybrany przez Associated Press najlepszym zawodnikiem szkół średnich stanu Karolina Północna (Associated Press Player of the Year in North Carolina - 2014), konferencji South Mountain Athletic (2013, 2014), oraz Charlotte (Observer Player of the Year). W 2013 otrzymał tytuł MVP turnieju Cleveland County Holiday Classic. 
W 2018 występował w letniej lidze NBA, reprezentując Charlotte Hornets.
5 września 2018 został zawodnikiem Stelmetu BC Zielona Góra. 14 sierpnia 2019 dołączył do litewskiego Dzūkija Olita.
3 stycznia 2023 zawarł umowę z Polskim Cukrem Start Lublin.

## Osiągnięcia
Stan na 20 lutego 2023, na podstawie, o ile nie zaznaczono inaczej.

### NCAA
- Uczestnik rozgrywek Sweet 16 turnieju NCAA (2010)
- Zaliczony do:
  - I składu All-ACC Academic (2016, 2017)
  - składu ACC All-Honorable Mention (2018)
- Zawodnik tygodnia konferencji Atlantic Coast (ACC - 5.02.2018)

### Drużynowe
- Zdobywca Pucharu Ukrainy (2021)
- Finalista Pucharu Polski (2023)[6]

### Indywidualne
- MVP kolejki EBL (17 – 2022/2023)[7]
- Zaliczony do I składu kolejki EBL (17 – 2022/2023)[8]